# تيار الممانعة
تيار الممانعة هو تكتل للجمعيات (الأحزاب) المعارضة في البحرين التي تمتنع عن المشاركة في الحياة النيابية في البلاد، وتعارض توجهات النظام. حيث يزداد عدد الجمعيات المتحالفة مع تيار الممانعة بازدياد شعبيته ومكاسبه. يتم هذي الايام إعادة فرز للجمعيات الموجودة بالبحرين بين تياري «تيار الممانعة» و«تيار المسايرة».

## جمعيات الممانعة
يمكن فرز الجمعيات المحسوبة على تيار الممانعة وهي:
- نشطاء وعلماء سياسيين مستقلين
- حركة الحريات والديموقراطية- حق
- مركز البحرين لحقوق الإنسان
- تيار الوفاء
- جمعية الزهراء الخيرية

و هناك الدعم من الحركات بالخارج مثل حركة احرار البحرين وحركة خلاص وهناك التنسيق مع وعد وامل والتجمع وباقي الجمعيات.

## لجان الحراك الميداني
هي لجان شعبية تتوزع في الكثير من أنحاء قرى ومدن البحرين وتعمل على خلق أزمات للسلطة ولها طرقها في الأحتجاج:
- لجنة شعبية في جزيرة سترة وقراها.
- لجنة شعبية في سماهيج والدير.
- لجنة شعبية في المنامة وضواحيها.
- لجنة شعبية في السنابس وجد حفص والديه والمصلى.
- لجنة شعبية في كرزكان والمالكية ودمستان وباقي قرى المنطقة الغربية من البحرين.
- لجنة شعبية في نويدرات والعكر والمعامير وسند.
- لجنة شعبية في البلاد القديم وتوبلي وضواحيهم.
- لجنة شعبية في الدراز وبني جمرة.
- لجنة شعبية في قرى خط البُديع.
- لجنة شعبية في عالي وبوري وسلماباد.